# Essenbach (Bawaria)
Essenbach – gmina targowa w Niemczech, w kraju związkowym Bawaria, w rejencji Dolna Bawaria, w regionie Landshut, w powiecie Landshut. Leży około 8 km na północny wschód od Landshut, nad rzeką Izara, przy autostradzie A92, drodze B11, B15 i linii kolejowej Monachium – Ratyzbona.

## Dzielnice
W skład gminy wchodzą następujące dzielnice: Altheim, Essenbach, Mettenbach, Mirskofen, Oberahrain, Oberwattenbach, Ohu, Unterahrain i Unterwattenbach

## Demografia
| Rok  | Liczba mieszk. |
| ---- | -------------- |
| 1970 | 6 240          |
| 1987 | 7 736          |
| 2000 | 10 195         |
| 2006 | 10 820         |